# Lasioglossum chalcodes
Lasioglossum chalcodes là một loài Hymenoptera trong họ Halictidae. Loài này được Brullé mô tả khoa học năm 1840.